# Michel Vaillant
Michel Vaillant is een Franse stripreeks van de Franse tekenaar Jean Graton en later ook zijn zoon Philippe Graton.

## Inhoud
De strips volgen de avonturen van de fictieve autocoureur Michel Vaillant. In Nederland werd deze strip bekend door plaatsing in de jaren 60 als feuilleton in het weekblad Pep en door de uitgave in stripboeken.

## Geschiedenis

### Eerste Seizoen (Première Saison)
De figuur van Michel Vaillant dook voor het eerst op in het korte verhaal Bon sang ne peut mentir dat op 7 februari 1957 verscheen in het stripweekblad Kuifje. Er volgden nog vier korte verhalen voor in 1959 het eerste volledige album verscheen. Ook de albums verschenen tot in 1976 in afleveringen in het stripweekblad Kuifje en daarna als album; eerst bij uitgeverij Le Lombard en nadien bij Dargaud. Later zou Graton zijn strip in eigen beheer gaan uitgeven. Van de origineel Franstalige stripreeks zijn behalve in het Nederlands ook vertalingen uitgebracht in onder andere het Duits en het Italiaans. Merkwaardig aan de Duitse versie is dat Michel in de eerste albums die werden gepubliceerd niet Vaillant heet maar Voss. Verklaring hiervoor is dat hij in deze uitgaven de zoon is uit een eerste huwelijk van zijn moeder met een Duitser en zij pas nadien hertrouwde met Henri Vaillant. De strip is zeer realistisch getekend en in de strip is een belangrijke rol weggelegd voor bestaande personen die te maken hebben met de racesport. De verhalen zijn een combinatie van realiteit in de racesport en fictie daarbuiten.

### Nieuw Seizoen (Nouvelle Saison)
Vanaf album nr.57 Sporen van Jade verschenen in 1994, begon Philippe Graton (zoon van Jean Graton) mee te werken aan de reeks als scenarist. Tot album nr.70 24 uur onder invloed uit 2007 worden beide als auteurs vermeld op de cover van de strips. De reeks ligt dan vijf jaar stil. In 2012 kent de reeks onder impuls van Philippe Graton een nieuwe start, nu zonder de ondertussen hoogbejaarde Jean Graton in samenwerking met uitgeverij Dupuis. Voor de scenario's laat hij zich assisteren door Denis Lapière en de tekeningen van personages en auto's nemen respectievelijk Marc Bourgne en Benjamin Benéteau voor hun rekening. Van deze zogenaamde "nouvelle saison" (de oude albums krijgen als noemer "première saison"), zijn ondertussen vier albums verschenen die samen een eerste cyclus vormen, in 2016 en 2017 verschenen respectievelijk het vijfde en zesde album. Hoewel voortbouwend op de bestaande personages is de breuk met het verleden zowel naar inhoud als tekenstijl erg opvallend.
In 2017 stopte een van de tekenaars, Bourgne, waarna de verhalen vanaf het zevende album alleen getekend worden door Benéteau. Later kwam er een tweede tekenaar Vincent Dutreuil bij.
In 2020 liep het samenwerkingscontract met uitgeverij Dupuis ten einde, waarna vader en zoon Graton Michel Vaillant verkochten aan Dupuis. Tevens stopte Philippe Graton met het schrijven van de scenario's voor deze stripreeks. Verder zou er voortaan meer dan 1 album per jaar verschijnen.

## Albums
De serie bestaat uit verschillende reeksen:

### Michel Vaillant: Eerste Seizoen (Première Saison)
1. De grote match (Le grand défi - 1959 - 64 blz.)
2. De gemaskerde racer (Le pilote sans visage - 1960 - 64 blz.)
3. De renbaan van de angst (Le circuit de la peur - 1961 - 64 blz.)
4. Tocht door de nacht (Route de nuit - 1962 - 64 blz.)
5. Nr. 13 aan de start (Le 13 est au départ - 1963 - 64 blz.)
6. Het verraad van Steve Warson (La trahison de Steve Warson - 1964 - 64 blz.)
7. De waaghalzen (Les casse-cou - 1964 - 64 blz.)
8. De 8e man (Le 8e pilote - 1965 - 64 blz.)
9. De terugkeer van Steve Warson (Le retour de Steve Warson - 1965 - 64 blz.)
10. De strijd van de samoerai (L'Honneur du samourai - 1966 - 64 blz.)
11. Paniek in Indianapolis (Suspense à Indianapolis - 1966 - 64 blz.)
12. De ridders van Königsfeld (Les chevaliers de Königsfeld - 1967 - 64 blz.)
13. Concerto voor piloten (Concerto pour pilotes - 1968 - 64 - blz.)
14. Mach 1 voor Steve Warson (Mach 1 pour Steve Warson - 1968 - 46 blz.)
15. Het helse circus (Le cirque infernal - 1969 - 46 blz.)
16. Km 357 (Km 357 - 1969 - 46 blz.)
17. Het spook van de 24 uur (Le fantôme des 24 heures - 1970 - 46 blz.)
18. Olie op de renbaan (De l'huile sur la piste - 1970 - 46 blz.)
19. 5 meisjes in de race (5 filles dans la course - 1971 - 46 blz.)
20. Rodeo op 2 wielen (Rodéo sur 2 roues - 1971 - 46 blz.)
21. Gevecht voor een motor (Massacre pour un moteur! - 1972 - 46 blz.)
22. Rush (Rush - 1972 - 46 blz.)
23. Het noodlot (Série noire - 1973 - 46 blz.)
24. Nachtmerrie (Cauchemar - 1973 - 46 blz.)
25. Meisjes en Motoren - (Des filles et des moteurs - 1974 - 46 blz.)
26. Wereldkampioen - (Champion du monde - 1974 - 46 blz.)
27. De vervloekte safari (Dans l'enfer du safari - 1975 - 46 blz.)
28. Het geheim van Steve Warson (Le secret de Steve Warson - 1975 - 46 blz.)
29. San Francisco Circus (San Francisco circus - 1976 - 46 blz.)
30. De witte prins (Le prince blanc - 1978 - 46 blz)
31. De jonge wolven (Les jeunes loups - 1977 - 46 blz.)
32. Opstand der koningen (La révolte des rois - 1978 - 46 blz)
33. De razende schim (La silhouette en colère - 1979 - 46 blz)
34. Steve Warson gaat K.O. (KO pour Steve Warson - 1979 - 46 blz)
35. De dwangarbeider (Le galérien - 1980 - 46 blz.)
36. De verdwenen coureur (Un pilote a disparu - 1980 - 46 blz.)
37. De grote onbekende (L'inconnu des 1000 pistes - 1980 - 46 blz.)
38. Steve Warson tegen Michel Vaillant (Steve Warson contre Michel Vaillant - 1981 - 46 blz.)
39. Rally op een vulkaan (Rallye sur un volcan - 1981 - 46 blz.)
40. F1 in oproer (Rififi en F1 - 1982 - 46 blz.)
41. Paris-Dakar (Paris-Dakar - 1982 - 46 blz.)
42. 300 km/u door Parijs (300 à l'heure dans Paris - 1983 - 46 blz.)
43. Rendez-vous in Macao (Rendez-vous à Macao - 1983 - 46 blz.)
44. Steve & Julie (Steve et Julie - 1984 - 46 blz.)
45. De man in Lissabon (L'Homme de Lisbonne - 1984 - 46 blz.)
46. Racing Show (Racing Show - 1985 - 46 blz.)
47. Paniek in Monaco (Panique à Monaco - 1986 - 46 blz.)
48. Irish coffee (Irish Coffee - 1986 - 46 blz.)
49. Categorie zwaargewicht (Catégorie Poids Lourds - 1987 - 46 blz.)
50. Uitdaging op de wallen (Le défi des remparts - 1988 - 46 blz.)
51. De bluffer van Francorchamps (Le caïd de Francorchamps - 1988 - 46 blz.)
52. F3000 (F3000 - 1988 - 46 blz.)
53. De nacht van Carnac (La nuit de Carnac - 1990 - 46 blz.)
54. De zaak Bugatti (L'Affaire Bugatti - 1991 - 46 blz.)
55. Een gekke geschiedenis (Une histoire de fous - 1992 - 46 blz.)
56. De man aan de top (Le maître du monde - 1993 - 46 blz.)
57. Sporen van Jade (La piste de Jade - 1994 - 46 blz.)
58. Paddock (Paddock - 1995 - 46 blz.)
59. De Gevangene (La prisonnière - 1997 - 46 blz.)
60. Vergeten Overwinningen (Victoires oubliées - 1997 - 46 blz.)
61. Spanning in Bercy (La fièvre de Bercy - 1998 - 46 blz.)
62. De sponsor (Le $pon$or - 1999 - 46 blz.)
63. Cairo! (Cairo! - 2000 - 46 blz.)
64. Operatie Mirage (Opération Mirage - 2001 - 46 blz.)
65. De beproeving (L'Epreuve - 2003 - 46 blz.)
66. $100.000.000 voor Steve Warson ($100.000.000 pour Steve Warson - 2004 - 46 blz.)
67. Voor David (Pour David - 2004 - 46 blz.)
68. China Moon (China Moon - 2005 - 46 blz.)
69. De hel naast het circuit (Hors-piste en enfer - 2006 - 46 blz.)
70. 24 uur onder invloed (24 Heures sous influence - 2007 - 46 blz.)

### Michel Vaillant: Nieuw seizoen (Nouvelle Saison)
1. In de naam van de zoon (Au nom du fils - 2012)
2. Volt (Voltage - november 2013)
3. Hoogspanning (Liaison Dangereuse - december 2014)
4. Crash (Collapsus - oktober 2015)
5. Heropstanding (Renaissance - augustus 2016)
6. Rebellion (2017)
7. Macau (2018)
8. 13 dagen (2019)
9. Duels (2020)
10. Pikes Peak (nov. 2021)
11. Cannonball (2022)
12. Het doelwit (2023)
13. Rédemption (mei 2024)

### Speciale albums

#### L'Intégrale
Dit is een 20-delige reeks waarin per deel drie of vier albums van het "Eerste Seizoen" zijn opgenomen telkens aangevuld met een aantal bonussen zoals de vijf eerste kortverhalen die voorafgingen aan het eerste album van de reeks, extra info over de autosport tijdens de periode waarin de albums zich afspeelden etc. Deze reeks is tot nu toe enkel in het Frans verschenen.

#### Sponsoredities
- Een Escort voor Michel (1982)
- Het Toyota avontuur (1980)
- Thalys-kampioenen! (Westrail International cv) ?
- Michel Vaillant en Steve Warson in volle licht! (Bij aankoop van 50 liter Chevron benzine)

#### Specials
Dit zijn geen stripverhalen maar albums die de verschillende aspecten van de autosport belichten.
- Special Michel Vaillant (1970)
- Special Steve Warson (1972)
- Special Moto (1973)
- Special 20e verjaardag (1979)

#### De Onuitgegeven toppers
In deze serie waarin tot nu toe zestien delen verschenen zijn, wordt in twee albums een aantal Michel Vaillant-verhalen die enkel in tijdschriften verschenen samengebracht. De andere delen bevatten een aantal andere strips die Jean Graton ooit maakte of illustreerde en die, hoewel ze los staan van het personage, op de cover van deze uitgaven toch verwijzen naar Michel Vaillant.
- Michel Vaillant - Terug naar Königsfeld (Retour à Königsfeld)
- De familie Labourdet - Jij ... noch hij! (Les Labourdet - Toi ... ni lui!)
- Sport en avontuur - Leve de sport! (Sport et aventure - ça c'est du sport!)
- De familie Labourdet - De rivale! (Les Labourdet - La rivale!)
- Michel Vaillant - Dossier V2001 (Dossier V2001)
- Sport en avontuur - De onbekende van de Tour (Sport et aventure - L'inconnu du Tour de France)
- De familie Labourdet - De waarheid komt uit de woestijn (Les Labourdet - La vérité vient du désert)
- De familie Labourdet - De cruise van het serpent (Les Labourdet - La croisière du serpent)
- Jean Graton tekent oom Wim - 1 (Jean Graton illustre l'oncle Paul - 1)
- De familie Labourdet - De misstap (Les Labourdet - Le faux pas)
- Jean Graton tekent oom Wim - 2 (Jean Graton illustre l'oncle Paul - 2)
- Jean Graton tekent oom Wim - 3 (Jean Graton illustre l'oncle Paul - 3)
- De familie Labourdet - Gevaarlijke spelletjes  (Les Labourdet - Jeux dangereux )
- De familie Labourdet - De buurman ( Les Labourdet  - Le voisin de palier )
- De familie Labourdet - Bompa gaat op reis (Le voyage de pépé )
- De familie Labourdet - Spanning in Noirmoutier ( Suspense à Noirmoutier )

#### Dossiers
Deze zijn een combinatie van stripverhaal, fotodocumentatie en teksten.
1. James Dean, De miskende coureur
2. Jacky Ickx, Het enfant terrible
3. Mc Queen, De man die van machines hield
4. Honda, 50 jaar passie
5. Coluche, Een buitengewone kerel
6. Ayrton Senna, Het heilig vuur
7. Enzo Ferrari, De laatste keizer
8. Fangio, De Maestro
9. Pescarolo, De marathonrijder
10. Gilles Villeneuve, Voor je `t weet is het voorbij
11. Louis Chevrolet, Never give up
12. Alain Prost
13. Ayrton Senna
14. Spa - Francorchamps[5]
15. Michael Schumacher
16. Le circuit Paul Ricard

#### Michel Vaillant: Korte verhalen
Vanaf 2021 werden de korte verhalen uit Tintin/Kuifje gebundeld als twee stripalbums. Enkele korte verhalen verschenen zelfs voor het verhaal uit het eerste album.
1. Beginjaren (2021)
2. Seventies (2022)
3. American Circus (2024)

## Bewerkingen
Op basis van de stripfiguur werd in 1967 een televisiereeks van 13 afleveringen uitgezonden door de ORTF. Een tekenfilmserie van 65 afleveringen, gebaseerd op de personages uit de reeks, liep in de Verenigde Staten van 1986 tot 1989 onder de naam Heroes on Hot Wheels (in Nederland getiteld Michael Vaillant). De langspeelfilm Michel Vaillant geproduceerd door Luc Besson in een regie van Louis-Pascal Couvelaire met Sagamore Stévenin in de rol van Michel Vaillant, kwam uit in 2003. Voor deze film werden opnames gemaakt tijdens de echte 24 uur van Le Mans in 2002. Het Franse DAMS-team schreef voor de wedstrijd een Lola Judd B98 in blauw-witte Vaillante outfit, en een Panoz LMP-1RS als rode Leader in. Het scenario van de film is gedeeltelijk geïnspireerd op het album Nr. 13 aan de start en werd na de film zelf tot het album Voor David verwerkt.

## Merchandising
Ook is er een bordspel: het circuit Zandvoort spel met Michel in de f1.

## Bestaande personen
Een overzicht van personen/coureurs die in het echt bestaan en een rol spelen in de Michel Vaillant-albums. 
- Michele Alboreto - Uitdaging op De Wallen
- Phillippe Alliot - Uitdaging op de wallen
- Jean-Pierre Beltoise - Olie op de renbaan & Rodeo op 2 wielen
- Gerhard Berger - Uitdaging op de wallen
- Thierry Boutsen - Uitdaging op de wallen + getekend in diverse albums
- Lucien Bianchi - De grote match - Nr. 13 aan de start - De 8e man
- Mauro Bianchi - De grote match - Nr. 13 aan de start - Het verraad van Steve Warson - De waaghalzen
- Gil Delamare - De waaghalzen
- Jacky Ickx - Dossier en in de albums:
  - Het spook van de "24 uur"
  - Olie op de renbaan
  - 5 meisjes in de race
  - Gevecht voor een motor
  - Nachtmerrie
  - Wereldkampioen
  - F1 in oproer
  - De razende schim
  - De verdwenen coureur
  - Paris-Dakar
  - Uitdaging op de wallen
  - De zaak Bugatti
  - Een gekke geschiedenis
  - Caïro!
- Vanina Ickx - Caïro!, 24 uur onder invloed
- Joël Robert - Rodeo op 2 wielen
- Ayrton Senna - Dossier en in het album Paddock
- Gilbert Staepelaere - 5 meisjes in de race
- Jacques Villeneuve - Spanning in Bercy

Een overzicht van personen/coureurs die in het echt bestaan en voorkomen in de Michel Vaillant-albums. 
- Jean Alesi - F 3000
- Jean Behra - De grote match
- Colin Chapman - Nr.13 aan de start
- Peter Collins - De grote match
- Enzo Ferrari - Nr.13 aan de start
- Paul Frère - De grote match
- Damon Hill - Paddock
- Jan Lammers (autocoureur) - De zaak Bugatti
- Henri Pescarolo - Olie op de renbaan
- Michael Schumacher - Spanning in Bercy
- Johnny Servoz-Gavin - Olie op de renbaan
- Gilles Villeneuve - Steve Warson tegen Michel Vaillant
- Jean Ragnotti - De man in Lissabon

Een overzicht van personen (niet-coureurs) die in het echt bestaan en getekend zijn in de Michel Vaillant-albums.
- Bill Clinton
- Gérard Crombac - diverse albums
- Jean Graton - De dwangarbeider
- Claudia Schiffer - Paddock
- Sylvester Stallone - Paddock
- Jean-Luc Dehaene - Caïro!
- Célie Dehaene - Caïro!
- Dagmar Liekens - Caïro!
- Prins Albert van België - Meisjes en motoren

## Trivia
- Tijdens een veiling van een stripverzameling gehouden op 24 oktober 2015 bij Sotheby's in Parijs werd een oorspronkelijke door Jean Graton gerealiseerde zwart-wit tekening van pagina 30 uit het album nr.2 Le pilote sans visage (De gemaskerde racer) verkocht voor een bedrag van 68.750 euro.
- De naam Michel Vaillant is gebaseerd op de oorspronkelijke naam van de uitvinder van de automobiel, Carl Benz, die buitenechtelijk werd geboren als Karl Friedrich Michael Vaillant.
- Echte Vaillante-wagens kwamen er in 2000 toen een 15-tal exemplaren gebouwd werden van de Vaillante Grand Défi, die ingezet werden tijdens de 3COM Star Challenge, wedstrijden waarbij de wagens gereden werden door een aantal Franse beroemdheden uit de sport en mediawereld. Het model vertoont een duidelijke verwantschap met de Vaillante Le Mans uit Nr. 13 aan de start.
- In 2004 werd een rijschool en een "Team Vaillante" opgericht dat met piloot Cristophe Laudat deelnam aan het Franse Formule Renault 2000 kampioenschap.
- Vaillant was ook de naam van een tussen 1922 en 1924 in Lyon gebouwde cyclecar.